# Sylvia Kristel

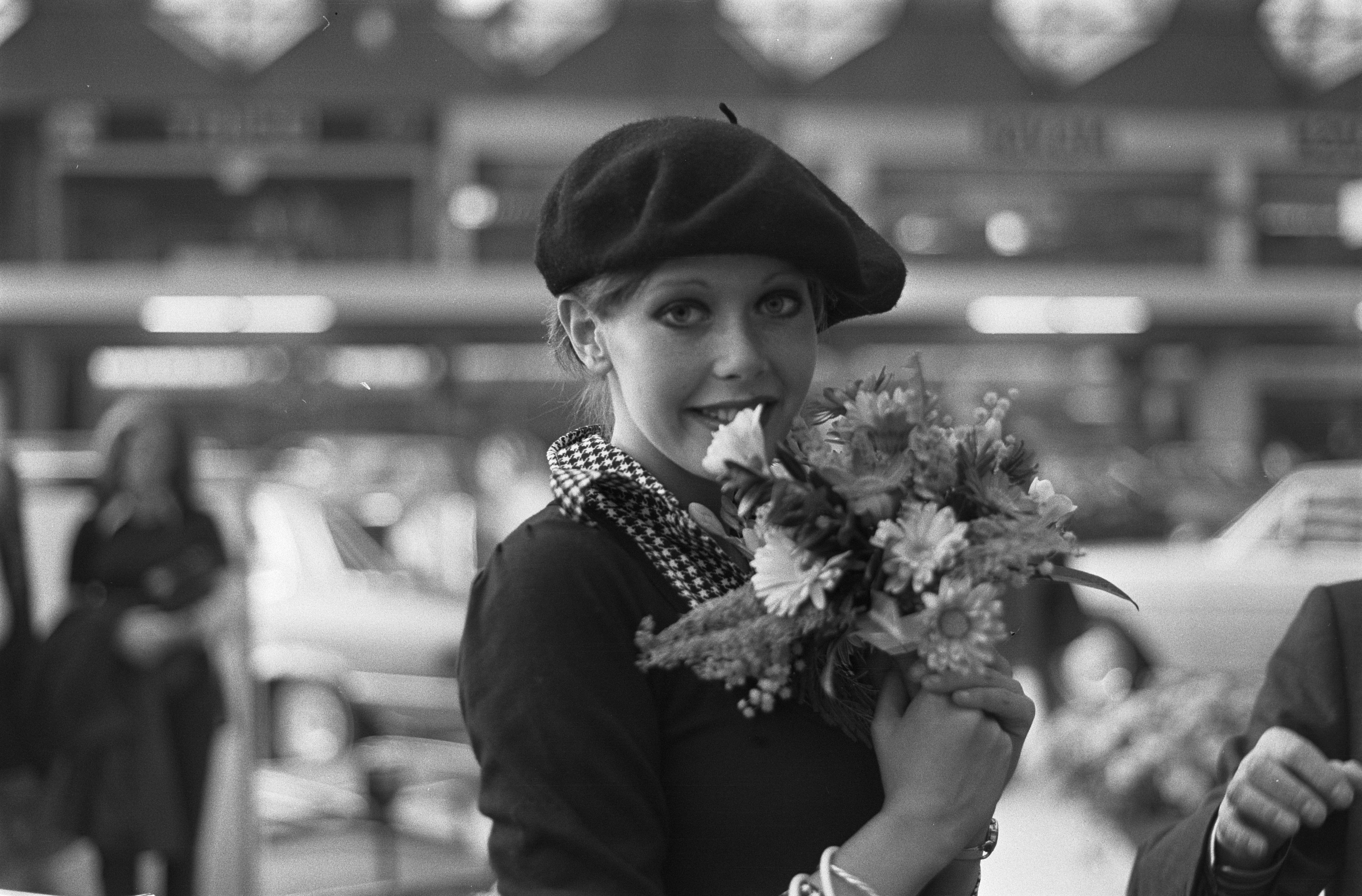
Sylvia Kristel (1973)

Sylvia Maria Kristel (ur. 28 września 1952 w Utrechcie, zm. 17 października 2012 w Amsterdamie) – holenderska aktorka filmowa i modelka.

## Życiorys

### Wczesne lata
Była córką Pietje Hendriki Lamme i Jeana-Nicholasa Kristelów, właścicieli hotelu. Dorastała razem z młodszą siostrą Marianne. Gdy miała 14 lat, jej rodzice rozwiedli się.
W 1968 roku studiowała w wyższej szkole angielskiej. Opanowała języki: niderlandzki, włoski, angielski i francuski.

### Kariera
Została dostrzeżona przez lokalnego fotografa i mając 17 lat rozpoczęła pracę jako modelka. W wieku 20 lat, w 1972 zdobyła tytuł Miss TV Holandii, a w 1976 roku zwyciężyła w konkursie Miss TV Europe.
W 1973 roku przyjęła role w kilku holenderskich produkcjach: Frank en Eva jako biorąca prysznic naga modelka, Naakt over de schutting w roli dziewczyny nago przeskakującej przez płot i Z powodu kotów (Because of the Cats) jako członkini gangu zbuntowanych dziewczyn. W 1974 zyskała światową sławę dzięki głównej roli w filmie Emmanuelle o erotycznych przygodach młodej kobiety w Azji. Film, który wprowadził erotykę do kina rozrywkowego głównego nurtu, odniósł ogólnoświatowy sukces, a w paryskim kinie na Polach Elizejskich był pokazywany przez 13 lat – w 1975 powstał Emmanuelle 2, w 1977 Goodbye Emmanuelle, w 1984 Emmanuelle 4.
Zagrała główną rolę Diany Van Den Berg w filmie Alaina Robbe-Grilleta Gra z ogniem (Le jeu avec le feu, 1975) u boku Philippe’a Noiret i Jeana-Louisa Trintignanta. Można ją było zobaczyć w melodramacie Waleriana Borowczyka Margines (La marge, 1976) z Joe Dallesandro, Alicja ucieka po raz ostatni (Alice ou la dernière fugue, 1977) Claude Chabrola, dramacie Pastorale 1943 (1978) z Rutgerem Hauerem, Port lotniczy '79 (The Concorde: Airport '79, 1979) z Alainem Delonem i Robertem Wagnerem, Naga bomba (The Nude Bomb, 1980) Clive’a Donnera, Prywatne lekcje (Private Lessons, 1981) z Edem Begleyem Jr., ekranizacji kontrowersyjnej powieści D.H. Lawrence’a Kochanek lady Chatterley (Lady Chatterley’s Lover, 1981) z Nicholasem Clayem, Prywatna szkoła (Private School, 1983) z Phoebe Cates i Matthew Modine, Ostatni taniec Maty Hari (Mata Hari, 1985), telefilmie ABC Casanova (1987) z Richardem Chamberlainem, thrillerze Arogant (The Arrogant, 1987) i debiucie holenderskiego reżysera Cyrusa Frischa Wybacz mi (Vergeef me, 2001).
W 2006 roku zdobyła nagrodę na Tribeca Film Festival w Nowym Jorku za animację Topor and Me (2004). Wydała wspomnienia, które spisała z Jeanem Arcelinem.

### Życie osobiste
W latach 1973–1977 związana była z belgijskim pisarzem i poetą Hugo Clausem, z którym miała syna Arthura (ur. 1975). Na planie filmu Wierna żona (Une femme fidèle, 1976) spotykała się z reżyserem Rogerem Vadimem. Podczas realizacji zdjęć do tragikomedii René la canne (1977) romansowała z Gérardem Depardieu. W 1977 roku rozpoczęła burzliwy pięcioletni związek z aktorem Ianem McShane, z którym wystąpiła w filmie przygodowym Piąty muszkieter (The Fifth Musketeer, 1979). Przez sześć lat walczyła z uzależnieniem od kokainy.
W 1982 roku wyszła za mąż za amerykańskiego biznesmena Alana Turnera, a związek przetrwał zaledwie kilka miesięcy. Przyjaźniła się z piosenkarzem Harry Nilssonem. Spotykała się także z Warrenem Beatty i George’em Hamiltonem (1979). Przez pięć lat (1986–1991) była żoną fotografa Philippe’a Blota, którego poznała po powrocie do Europy. W latach 1992–2004 związana była z belgijskim producentem radiowym Freddym de Vree.
Na początku lipca 2012 doznała udaru i trafiła do szpitala. Zmarła 17 października 2012 w Amsterdamie w następstwie choroby nowotworowej (leczona z powodu raka gardła i raka płuca z przerzutami do wątroby).

## Filmografia
| Rok  | Film                                                      | Rola                              | Reżyser                                        |
| ---- | --------------------------------------------------------- | --------------------------------- | ---------------------------------------------- |
| 1973 | Frank en Eva                                              | Sylvia                            | Pim de la Parra                                |
| 1973 | Naakt over de schutting                                   | Lilly Marischka, piosenkarka      | Frans Weisz                                    |
| 1973 | Z powodu kotów (Because of the Cats)                      | Hannie Troost                     | Fons Rademakers                                |
| 1974 | Un linceul n’a pas de poches                              | Avril                             | Jean-Pierre Mocky                              |
| 1974 | Julia (Der Liebesschüler)                                 | Andrea                            | Sigi Rothemund                                 |
| 1974 | Emmanuelle                                                | Emmanuelle                        | Just Jaeckin                                   |
| 1975 | Gra z ogniem (Le jeu avec le feu)                         | Alain Robbe-Grillet               | Diana Van Den Berg                             |
| 1975 | Emmanuelle 2 (Emmanuelle: L’antivierge)                   | Emmanuelle                        | Francis Giacobetti                             |
| 1976 | Margines (La marge)                                       | Diana                             | Walerian Borowczyk                             |
| 1976 | Wierna żona (Une femme fidèle)                            | Mathilde Leroy                    | Roger Vadim                                    |
| 1977 | Emmanuelle 3 (Goodbye Emmanuelle)                         | Emmanuelle                        | François Leterrier                             |
| 1977 | René la canne                                             | Krista                            | Francis Girod                                  |
| 1977 | Alicja ucieka po raz ostatni (Alice ou la dernière fugue) | Alice Caroll                      | Claude Chabrol                                 |
| 1978 | Pastorale 1943                                            | Miep Algera                       | Wim Verstappen                                 |
| 1978 | Mysteries                                                 | Dany Kielland                     | Paul de Lussanet                               |
| 1979 | Piąty muszkieter (The Fifth Musketeer)                    | Maria Teresa                      | Ken Annakin                                    |
| 1979 | Port lotniczy '79 (The Concorde: Airport '79)             | Isabelle                          | David Lowell Rich                              |
| 1979 | Dzikie łoża (Letti selvaggi/Tigers in Lipstick)           | nieszczęśliwa żona, pani na łóżku | Luigi Zampa                                    |
| 1980 | Miłość w pierwszej klasie (Un amore in prima classe)      | Beatrice                          | Salvatore Samperi                              |
| 1980 | Naga bomba (The Nude Bomb)                                | Agent 34                          | Clive Donner                                   |
| 1981 | Prywatne lekcje (Private Lessons)                         | Nicole Mallow                     | Alan Myerson                                   |
| 1981 | Kochanek lady Chatterley (Lady Chatterley’s Lover)        | Lady Chatterley                   | Just Jaeckin                                   |
| 1983 | Prywatna szkoła (Private School)                          | Pani Regina Copoletta             | Noel Black                                     |
| 1984 | Emmanuelle 4 (Emmanuelle IV)                              | Emmanuelle, Sylvia                | Francis Leroi, Iris Letans, Francis Giacobetti |
| 1985 | Czerwona gorączka (Red Heat)                              | Sofia                             | Robert Collector, Ernst R. von Theumer         |
| 1985 | Ostatni taniec Maty Hari (Mata Hari)                      | Mata Hari                         | Curtis Harrington                              |
| 1985 | The Big Bet                                               | Michelle                          | Bert I. Gordon                                 |
| 1987 | Casanova (TV)                                             | Maddalena                         | Simon Langton                                  |
| 1988 | Lady Dracula (Dracula’s Widow)                            | Vanessa                           | Christopher Coppola                            |
| 1988 | Arogant (The Arrogant)                                    | Julie                             | Philippe Blot                                  |
| 1990 | In the Shadow of the Sandcastle                           | Angel                             | Philippe Blot                                  |
| 1990 | Hot Blood                                                 | Sylvia                            | Philippe Blot                                  |
| 1992 | Seong-ae-ui chimmuk                                       | w roli samej siebie               | In-yeob Jeong                                  |
| 1993 | Emmanuelle 7 (Emmanuelle au 7ème ciel)                    | Emmanuelle                        | Francis Leroi                                  |
| 1993 | Piękna szkoła (Beauty School)                             | Sylvia                            | Ernest G. Sauer                                |
| 1997 | Gaston’s War                                              | Miep Visser                       | Robbe De Hert                                  |
| 1999 | An Amsterdam Tale                                         | Alma                              | Dorna van Rouveroy                             |
| 1999 | Film 1                                                    | patron                            | Willem Wallyn                                  |
| 1999 | Harry Rents a Room                                        | Miss Pinky                        | Hisko Hulsing                                  |
| 2000 | Lijmen/Het Been                                           | Jeanne                            | Robbe De Hert                                  |
| 2001 | Wybacz mi (Vergeef me)                                    | Chiquita (na scenie)              | Cyrus Frisch                                   |
| 2001 | De vriendschap                                            | Sylvia                            | Nouchka van Brakel                             |
| 2001 | Seksowni chłopcy (Sexy Boys)                              | seksuolog                         | Stéphane Kazandjian                            |
| 2002 | Bank (wideo)                                              | żona                              | Sinan Çetin                                    |
| 2010 | Two Sunny Days                                            | Angela                            | Ognjen Svilicic                                |